# Tetrastichus australasiae
Tetrastichus australasiae är en stekelart som beskrevs av Charles Joseph Gahan 1922. Tetrastichus australasiae ingår i släktet Tetrastichus och familjen finglanssteklar. Inga underarter finns listade i Catalogue of Life.